# BRAF (gène)
BRAF est un gène humain situé sur le chromosome 7 et responsable de la production de la protéine B-Raf. Le gène est aussi appelé B-Raf proto-oncogène, tandis que la protéine est mieux connue sous le nom de protéine B-Raf sérine/thréonine-kinase B-Raf,.
La protéine B-Raf est impliquée dans l'envoi des signaux qui déterminent la croissance des cellules au sein de celles-ci. Elle est présente sous une forme mutée dans certains cancers touchant l'humain.
Certaines autres mutations de BRAF héréditaires provoquent des malformations congénitales.
Des médicaments pour traiter les cancers causés par les mutations du gène BRAF ont été développés. La présence d'une mutation de BRAF dans une cellule cancéreuse rend en effet cette dernière totalement dépendante de BRAF pour sa survie, par le mécanisme d'addiction oncogénique. Deux de ces traitements, le vemurafenib et le dabrafenib ont été approuvés par la FDA pour le traitement du mélanome au stade avancé.

## Sources
- (en) Cet article est partiellement ou en totalité issu de l’article de Wikipédia en anglais intitulé « BRAF (gene) » (voir la liste des auteurs).

1. 1 2 3  GRCh38: Ensembl release 89: ENSG00000157764 - Ensembl, May 2017
2. 1 2 3  GRCm38: Ensembl release 89: ENSMUSG00000002413 - Ensembl, May 2017
3. ↑  « Publications PubMed pour l'Homme », sur National Center for Biotechnology Information, U.S. National Library of Medicine
4. ↑  « Publications PubMed pour la Souris », sur National Center for Biotechnology Information, U.S. National Library of Medicine
5. ↑  Sithanandam G, Kolch W, Duh FM, Rapp UR, « Complete coding sequence of a human B-raf cDNA and detection of B-raf protein kinase with isozyme specific antibodies », Oncogene, vol. 5, no 12,‎ décembre 1990, p. 1775–80 (PMID 2284096)
6. ↑  Sithanandam G, Druck T, Cannizzaro LA, Leuzzi G, Huebner K, Rapp UR, « B-raf and a B-raf pseudogene are located on 7q in man », Oncogene, vol. 7, no 4,‎ avril 1992, p. 795–9 (PMID 1565476)
7. ↑  Davies H, Bignell GR, Cox C, Stephens P, Edkins S, Clegg S, Teague J, Woffendin H, Garnett MJ, Bottomley W, Davis N, Dicks E, Ewing R, Floyd Y, Gray K, Hall S, Hawes R, Hughes J, Kosmidou V, Menzies A, Mould C, Parker A, Stevens C, Watt S, Hooper S, Wilson R, Jayatilake H, Gusterson BA, Cooper C, Shipley J, Hargrave D, Pritchard-Jones K, Maitland N, Chenevix-Trench G, Riggins GJ, Bigner DD, Palmieri G, Cossu A, Flanagan A, Nicholson A, Ho JW, Leung SY, Yuen ST, Weber BL, Seigler HF, Darrow TL, Paterson H, Marais R, Marshall CJ, Wooster R, Stratton MR, Futreal PA, « Mutations of the BRAF gene in human cancer », Nature, vol. 417, no 6892,‎ juin 2002, p. 949–54 (PMID 12068308, DOI 10.1038/nature00766)
8. ↑  (en) « FDA Approves Zelboraf (Vemurafenib) and Companion Diagnostic for BRAF Mutation-Positive Metastatic Melanoma, a Deadly Form of Skin Cancer », Genentech (consulté le 17 août 2011)